# Hamengkubuwono IV
 (février 2020).
Si vous disposez d'ouvrages ou d'articles de référence ou si vous connaissez des sites web de qualité traitant du thème abordé ici, merci de compléter l'article en donnant les références utiles à sa vérifiabilité et en les liant à la section « Notes et références ».
Hamengkubuwono IV né le 3 avril 1804 à Yogyakarta et mort 6 décembre 1823 dans la même ville est sultan de Yogyakarta du 3 avril 1814 au 6 décembre 1823.

## Biographie
Gusti Raden Mas Ibnu Jarot naît le 3 avril 1804 à Yogyakarta capitale du Sultanat de Yogyakarta. Il est le 18ème fils du sultan Hamengkubuwono III et de la reine consort Gusti Kanjeng Ratu Kencono. Il est le demi-frère cadet du prince Diponegoro. 
Il succède à son père alors qu'il n'a que 10 ans. Paku Alam Ier est alors nommé régent, fonction qu'il assumera jusqu'en 1820.
Hamengkubuwono IV ne règne seul que pendant 2 ans en raison de sa mort soudaine le 6 décembre 1823 alors qu'il rentre à peine de voyage. Après sa mort prématurée, des rumeurs circulent selon lesquelles il aurait été empoisonné. 
Son fils, Hamengkubuwono V, lui succèdent sur le trône à seulement 3 ans.